# Заречье (Новосибирская область)
Заречье — село в Венгеровском районе Новосибирской области России. Административный центр Тартасского сельсовета.

## География
Площадь села — 68 гектаров.

## История
В 1976 г. Указом президиума ВС РСФСР село фермы No 1 совхоза «Тартасский» переименовано в Заречье.

## Население
| 2002 | 2007  | 2010 |
| ---- | ----- | ---- |
| 1033 | ↘1020 | ↘984 |

## Инфраструктура
В селе по данным на 2007 год функционируют 1 учреждение здравоохранения, 2 образовательных учреждения.